# Total Eclipse (videogioco 1988)
Total Eclipse è un videogioco di avventura grafica in prima persona 3D sviluppato dalla Incentive Software nel 1988-1989, usando il motore 3D Freescape, per i computer Amiga, Amstrad CPC, Atari ST, Commodore 64, MS-DOS e ZX Spectrum. Il motore proprietario Freescape garantisce un ambiente in tre dimensioni liberamente esplorabile, composto in questo caso da ben cinquanta stanze e due ambienti all'aperto.
Total Eclipse fu solitamente molto apprezzato dalla critica. L'anno successivo uscì un seguito molto simile all'originale, Total Eclipse II: The Sphinx Jinx, solo per i sistemi a 8 bit. Nel 1990 è stata realizzata una conversione non ufficiale di Total Eclipse per Commodore 16 e nel 2006 è stato realizzato un remake gratuito per Windows dagli Ovine By Design.

## Trama
Nell'antico Egitto, il grande sacerdote del dio del sole Ra (nelle prime versioni chiamato Re) pretende dalla gente sempre più sacrifici. Stufa della sua tirannia, la popolazione si ribella e rifiuta di obbedirgli ancora. Infuriato, il sacerdote pronuncia allora una terribile maledizione: se durante il giorno qualcosa oserà oscurare il sole, essa verrà distrutta.
È il 1930, e tra due ore ci sarà una eclissi totale di sole causata dal passaggio della luna. Quindi, se la maledizione dovesse compiersi, la luna verrà distrutta, e i suoi detriti devasteranno la Terra. Il giocatore interpreta dunque un esploratore che, venuto a sapere della maledizione e giunto sul posto con un biplano, deve introdursi nella piramide dove si trova l'altare maledetto di Ra, nella camera più in alto, e distruggerlo prima della scadenza delle due ore.

## Modalità di gioco
Lo scopo è raggiungere la stanza nel punto più alto della piramide, dove si trova l'altare maledetto, e distruggerlo entro due ore. La visuale di gioco è in prima persona. Il protagonista può muoversi avanti e indietro a diverse velocità, ruotare, abbassarsi, inclinare la visuale su e giù. Il giocatore ha a disposizione una pistola con munizioni infinite e una bussola. Quando si estrae la pistola il controllo passa a un mirino che si può spostare in tutte le direzioni. Nelle versioni per Amiga e Atari ST è disponibile anche una torcia dalla durata limitata, che serve a illuminare alcune stanze buie.
Tramite icone sotto la visuale vengono indicati il battito cardiaco del giocatore (se troppo veloce occorre riposare) e la sua riserva d'acqua, che può essere ripristinata tramite delle vasche piene d'acqua situate in alcune stanze. Finire la riserva d'acqua o essere colpiti da un infarto porta alla morte del giocatore. In alcune stanze sono presenti mummie immobili e altri ostacoli che cercheranno di far perdere acqua al giocatore, di schiacciarlo o di fargli venire un infarto accelerandogli il battito cardiaco.
La piramide è divisa in zone, ognuna con un nome seguito da una lettera per indicare in che parte della zona ci si trovi: ad esempio Nephthys C oppure Illusion B. Per progredire è necessario risolvere enigmi, attivando meccanismi e passaggi segreti della piramide. Le strutture sono composte da blocchi geometrici e spesso si interagisce con un oggetto sparandogli. Non è possibile entrare liberamente in tutte le stanze: alcune sono sbarrate, e per aprirle è necessario usare degli ankh che si possono trovare in altre stanze.
Per accedere alla stanza finale è necessario avere cinque ankh, che è anche il massimo numero di ankh che il giocatore può trasportare alla volta. Considerato il fatto che nel gioco si possono trovare al massimo solo sette ankh, si capisce che il giocatore può scegliere di aprire liberamente solo altre due porte.
Infine, ci sono alcune porte che non si aprono tramite ankh: colpendole con la pistola appare la scritta Find the match ("Cerca la corrispondenza") e infatti presso tali porte c'è sempre un simbolo. Solo trovando un simbolo uguale in qualche altra stanza e colpendolo con la pistola, uscirà scritto Match found ("Corrispondenza trovata") e la porta si aprirà.
C'è la possibilità di salvare la partita.

### Differenze delle versioni Amiga e Atari ST
Le versioni Amiga e Atari ST del gioco presentano delle differenze che lo rendono più difficile: prima di tutto, come già detto prima, alcune stanze sono completamente buie, e per questo il giocatore ha a disposizione una torcia per poterle illuminare. Tale torcia però ha una carica limitata, e se il giocatore non ne fa un uso ridotto al minimo indispensabile poi rischia di non poterla più usare. Inoltre ci sono mummie in grado di spostarsi e una che riappare sempre alcuni istanti dopo essere stata sconfitta. Ci sono inoltre più possibilità di venire schiacciati dalle trappole.

## Il remake
Nel 2006, il team Ovine By Design, che si occupa di realizzare remake moderni di videogiochi del passato, ha reso disponibile il remake gratuito del gioco per Windows. Il remake è identico al gioco originale, ovviamente adattato alle tecnologie moderne per avere un impatto migliore sui giocatori. Sono assenti le difficoltà addizionali introdotte nelle versioni Amiga e Atari ST, ma sono presenti diverse altre variazioni, tra cui dieci stanze segrete, che contengono dieci chiavi da ottenere risolvendo piccoli rompicapo.